# Patrice Lumumba
Pour les articles homonymes, voir Lumumba (homonymie).
Patrice Lumumba, de son vrai nom Élias Okit'Asombo, né le 2 juillet 1925 à Onalua (Congo belge), et mort assassiné le 17 janvier 1961 près d'Élisabethville au Katanga, est un homme d'État congolais, premier Premier ministre de la république démocratique du Congo (république du Congo de 1960 à 1964) de juin à septembre 1960. Il est, avec Joseph Kasa-Vubu, l'une des principales figures de l'indépendance du Congo belge.
Il est considéré en république démocratique du Congo comme le premier « héros national » du pays post-indépendance.

## Jeunesse et vie professionnelle

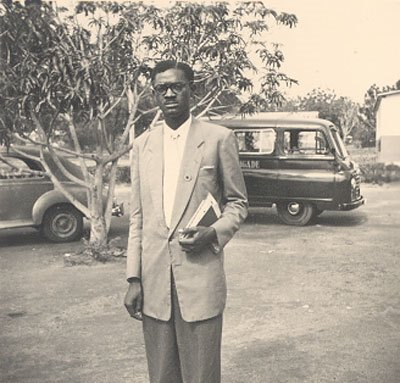
Patrice Lumumba dans les années 1950.

Patrice Émery Lumumba est né d'une famille de l'éthnie Tétéla à Onalua, territoire de Katako-Kombe au Sankuru, Congo belge. Il fréquente l'école catholique des missionnaires puis, élève brillant, une école protestante tenue par des Suédois. Jusqu’en 1954 (année de la fondation d'un réseau d'enseignement laïque et de la première université), la Belgique coloniale n’a que peu développé le système d’éducation, entièrement confié aux missions religieuses. L'école ne donne qu’une éducation rudimentaire et vise plus à former des ouvriers que des clercs, mais Lumumba, autodidacte, se plonge dans des manuels d’histoire.
Il travaille comme employé de bureau dans une société minière de la province du Sud-Kivu jusqu’en 1945, puis comme journaliste à Léopoldville (aujourd'hui Kinshasa) et Stanleyville (Kisangani) employé de 2e classe à la poste, période pendant laquelle il écrit dans divers journaux.
En septembre 1954, il reçoit sa carte d'« immatriculé », réservée par l'administration belge à quelques éléments remarqués du pays (217 immatriculations en 1958, sur les 13 millions d'habitants).
Il découvre, en travaillant pour la société minière, que les matières premières de son pays jouent un rôle capital dans l’économie mondiale, mais aussi que les sociétés multinationales ne font rien pour mêler des cadres congolais à la gestion de ces richesses. Il milite alors pour un Congo uni, se distinguant en cela des autres figures indépendantistes dont les partis constitués davantage sur des bases ethniques sont favorables au fédéralisme. L'historien congolais Isidore Ndaywel è Nziem précise : « Lumumba, à cause de son identité de Tetela, avait son électorat « naturel » dispersé dans l'ensemble du pays, ce qui l'obligeait à jouer une carte nationaliste unitaire ».
Il ne plaide pas pour une indépendance immédiate, d'autant plus qu'il a pris conscience que les frontières du Congo belge et des colonies françaises, anglaises et portugaise voisines sont arbitraires, fixées par les puissances coloniales, ce qui posera un jour la question de répartir les richesses entre les futurs pays africains indépendants. En 1955, il crée une association « APIC » (Association du personnel indigène de la colonie) et aura l’occasion de s’entretenir avec le roi Baudouin en voyage au Congo, sur la situation sociale des Congolais.
Le ministre belge en charge à l'époque de la politique coloniale, Auguste Buisseret, veut faire évoluer le Congo et, notamment, développer un enseignement public. Lumumba adhère au Parti libéral, parti de ce ministre, et y attire des notables congolais. En 1956, il répand alors une lettre-circulaire parmi les membres de l'association des évolués de Stanleyville dont il est le président et dans laquelle il affirme : « Tous les Belges qui s'attachent à nos intérêts ont droit à notre reconnaissance… Nous n'avons pas le droit de saper le travail des continuateurs de l'œuvre géniale de Léopold II. » Et, en compagnie de plusieurs notables congolais, il se rend en Belgique sur invitation du Premier ministre.
C'est à cette époque que Patrice Lumumba écrit un livre sous le titre le Congo, terre d'avenir, est-il menacé ? Dans cet ouvrage il plaide pour une évolution pacifique du système colonial belge dont il reste partisan. Emporté par l'évolution rapide des événements qui vont mener à l'indépendance, Lumumba ne prend pas le temps de publier ce livre (il paraît à Bruxelles après sa mort).

## Le combat pour l'indépendance

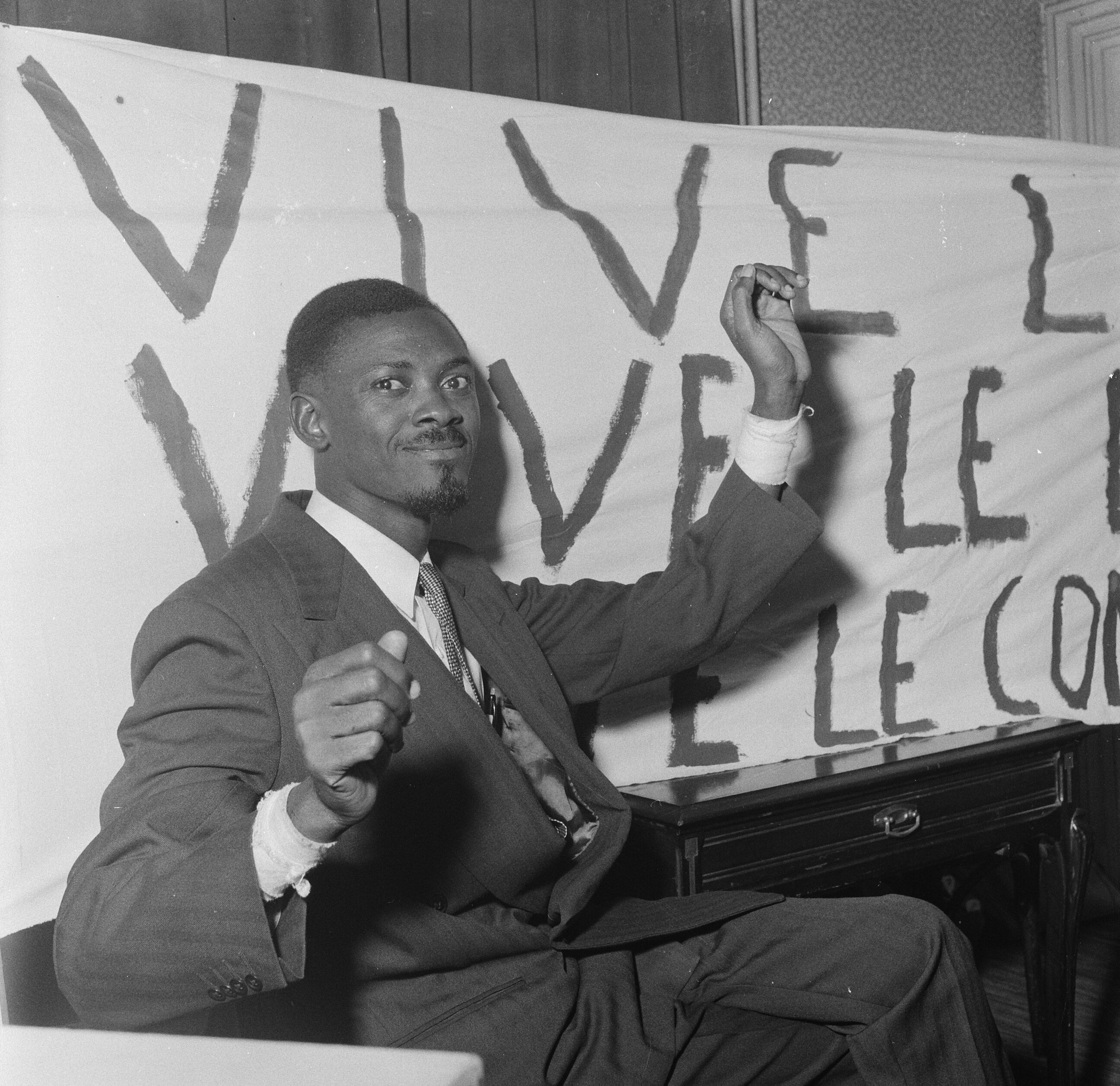
Lumumba à Bruxelles (1960).

En 1956, il est jugé pour avoir détourné des fonds des comptes de chèques postaux de Stanleyville et condamné à un emprisonnement d'un an. Il vit son incarcération comme une injustice puisque, n'étant pas toujours payé, il considère n'avoir fait que prélever son dû. Il imputait ses malversations à l'illogisme des Belges qui incitaient les Congolais instruits à vivre comme les Européens sans leur en donner les moyens matériels. Libéré par anticipation, il reprend ses activités politiques et devient directeur des ventes d'une brasserie. En cette même année, il est président de l'Association des évolués de Stanleyville. C'est précisément à cette époque que le gouvernement belge prend quelques mesures de libéralisation : syndicats et partis politiques seront autorisés en vue des élections municipales prévues en 1957. Les partis politiques congolais sont parrainés par ceux de Belgique et Lumumba, classé pro-belge par ses discours et ses rapports avec les libéraux belges, est inclus dans l’amicale libérale.
En 1958, à l'occasion de l’Exposition universelle de Bruxelles, première du genre après la guerre et qui a un grand retentissement dans le monde, des Congolais sont invités en Belgique, dont Patrice Lumumba. Mécontent de l'image peu flatteuse et paternaliste envers le peuple congolais présentée par l'exposition, Lumumba se détache des libéraux et, avec quelques compagnons politiques, noue des contacts avec les cercles anticolonialistes de Bruxelles. Dès son retour au Congo, il crée avec Gaston Diomi Ndongala, Joseph Ileo etc le Mouvement national congolais (MNC), à Léopoldville le 5 octobre 1958.

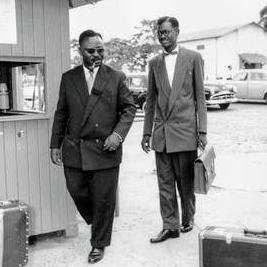
Lumumba & Diomi à Accra pour la.

En décembre 1958, il est présent à la Conférence des Peuples africains à Accra, qui constitue pour lui un tournant politique essentiel. « Il y rencontre, entre autres, l'Antillo-Algérien Frantz Fanon, le Ghanéen Kwame Nkrumah et le Camerounais Félix-Roland Moumié, qui ont notamment en commun d'insister sur les effets délétères du régionalisme, de l'ethnisme et du tribalisme qui selon eux minent l'unité nationale et facilitent la pénétration du néocolonialisme ». À l'issue de la conférence, Lumumba, désormais fermement indépendantiste, est nommé membre permanent du comité de coordination.
De retour au Congo, il organise une réunion pour rendre compte de cette conférence et il y revendique l'indépendance devant plus de 10 000 personnes. Il décrit l'objectif du MNC en évoquant « la liquidation du régime colonialiste et de l'exploitation de l’homme par l'homme ».
En 1959, la répression s'abat sur les mouvements nationalistes. En janvier, l'interdiction d'un rassemblement de l'ABAKO (association indépendantiste) fait officiellement 42 morts selon les autorités coloniales, mais plusieurs centaines selon certaines estimations. L'ABAKO est dissoute et son dirigeant, Joseph Kasa-Vubu, déporté en Belgique. En octobre, lors du congrès national du MNC à Stanleyville, les gendarmes tirent sur la foule faisant 30 morts et des centaines de blessés. Lumumba est arrêté quelques jours plus tard, jugé en janvier 1960 et condamné à six mois de prison le 21 janvier. L'arrestation et la torture de Lumumba en 1959, suivies par des émeutes exigeant sa libération, sont des moments décisifs qui exposent la répression belge et catalysent le soutien international pour l'indépendance du Congo.
Débarrassées de Lumumba, qu'elles considéraient comme le chef de la tendance radicale des indépendantistes, les autorités belges organisent des réunions avec les indépendantistes. Une table ronde réunissant les principaux représentants de l'opinion congolaise a lieu à Bruxelles, mais les délégués congolais refusent unanimement de siéger sans Lumumba. Celui-ci est alors libéré en toute hâte le 26 janvier pour y participer. Alors qu'il espérait profiter des tendances contradictoires d'un ensemble hétéroclite, le gouvernement belge se trouve confronté à un front uni des représentants congolais et, à la surprise de ceux-ci, accorde immédiatement et « dans la plus totale improvisation » au Congo l'indépendance, qui est fixée au 30 juin 1960. En cette date, son discours critique ouvertement le colonialisme et affirme la nécessité d'une indépendance obtenue par la lutte plutôt que par la concession.
Des élections générales, les premières dans l'histoire du Congo encore belge, ont lieu en mai 1960, que remporte avec près d'un tiers des votes le Mouvement national congolais (MNC) de Patrice Lumumba. Le dirigeant de l'ABAKO Joseph Kasa-Vubu, dans un souci d'unité nationale, est nommé président de la République et avalise aussitôt la nomination de Lumumba comme Premier ministre, ainsi que le prescrit la nouvelle constitution qui attribue ce poste au candidat du parti ayant remporté le plus de voix. Il forme le premier gouvernement du Congo indépendant.

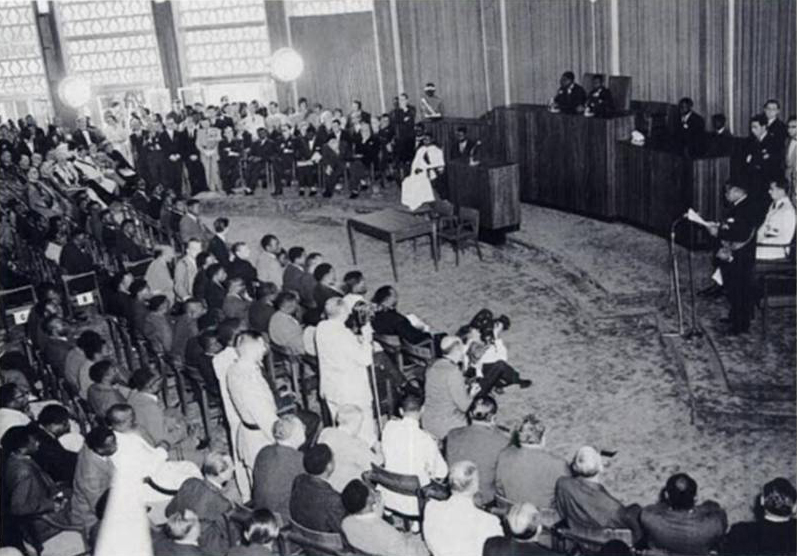
La cérémonie d'indépendance du Congo au cours de laquelle Lumumba a prononcé son discours.

Le 30 juin, lors de la cérémonie d'accession à l'indépendance du pays, Lumumba — qui a définitivement chassé les libéraux et s'est entouré de conseillers étrangers de gauche — prononce un discours virulent dénonçant les abus de la politique coloniale belge depuis 1885. Il prend le contre-pied de la politique modérée de ses débuts telle qu'on peut la découvrir dans son livre Le Congo, terre d'avenir, est-il menacé ? écrit en 1956, où il ne revendiquait pour le Congo qu'un simple statut d’autonomie. Au lieu de s'adresser au roi des Belges présent à la cérémonie, et qui venait de prononcer un discours paternaliste convenu avec le président Kasa-Vubu, Lumumba commence son allocution par une salutation « aux Congolais et Congolaises, aux combattants de l'indépendance. » Son discours, qui doit lui permettre de l'emporter sur Kasa-Vubu dans l'opinion des Congolais politisés[réf. nécessaire], proclame vivement que l'indépendance, qu'il souhaite associée à l'unité africaine, marque la fin de l'exploitation et de la discrimination et le début d'une ère nouvelle de paix, de justice sociale et de libertés. Le roi des Belges se sent offensé alors qu'il se considère comme le père de l'indépendance congolaise, ayant été l'auteur, en janvier 1959, d'un discours radiophonique par lequel il a été le premier Belge à annoncer officiellement qu'il fallait mener le Congo belge à l'indépendance « sans vaine précipitation et sans atermoiement funeste ». Aussi, Baudouin veut-il se retirer et regagner Bruxelles. Mais le Premier ministre belge Gaston Eyskens parvient à l'en dissuader et, le soir même, lors d'un banquet réunissant hommes politiques congolais et belges, Patrice Lumumba s'efforce de préciser ses paroles, prononçant un discours se voulant lénifiant dans lequel il évoque un avenir de coopération belgo-congolaise. En réaction à une décolonisation envisagée sur une longue période par la Belgique, Lumumba propose une transition vers l’indépendance rapide et complète, contrastant fortement avec les plans belges qui incluaient un « Plan de trente ans » pour une décolonisation graduelle. Le contraste entre les visions de Lumumba et de l'État belge se manifeste de manière évidente lors des discours d'indépendance. Tandis que le roi Baudouin Ier évoque une transition pacifique et reconnaissante envers l'œuvre belge, Lumumba dépeint une lutte pour l'émancipation face à une oppression coloniale prolongée.

« Nous avons connu le travail harassant exigé en échange de salaires qui ne nous permettaient ni de manger à notre faim, ni de nous vêtir ou nous loger décemment, ni d’élever nos enfants comme des êtres chers. Nous avons connu les ironies, les insultes, les coups que nous devions subir matin, midi et soir, parce que nous étions des « nègres ». Nous avons connu les souffrances atroces des relégués pour opinions politiques ou croyances religieuses ; exilés dans leur propre patrie, leur sort était vraiment pire que la mort même. (...) Qui oubliera enfin les fusillades où périrent tant de nos frères, les cachots où furent brutalement jetés ceux qui ne voulaient plus se soumettre au régime d’injustice, d’oppression et d’exploitation. Nous qui avons souffert dans notre corps et dans notre cœur de l’oppression colonialiste, nous vous le disons tout haut: tout cela est désormais fini. »

— Extrait du discours de Patrice Lumumba

## Une brève carrière politique

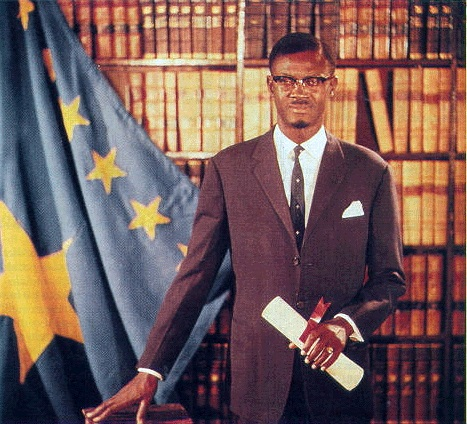
Portrait officiel de Patrice Lumumba comme Premier ministre de la république du Congo en 1960.

En 1960, deux ans après le Ghana, le Congo accueille à son tour une conférence panafricaine. Confronté à la sécession du Katanga (vaste province au sud du pays) soutenue par la Belgique, Lumumba dénonce le fédéralisme comme une manœuvre néocolonialiste : « Sous le camouflage du mot fédéralisme, on veut opposer les populations du Congo [...]. Ce que nous voyons aujourd'hui, c'est que ceux qui préconisent le fédéralisme, préconisent en réalité le séparatisme. Ce qui se passe au Katanga, ce sont quelques colons qui disent : Ce pays devient indépendant et toutes ses richesses vont servir à cette grande nation, la nation des Nègres. Non, il faut le Katanga État indépendant, de telle manière que demain c'est le grand capitalisme qui va dominer les Africains ».
Mais les effets du premier discours de Lumumba, retransmis par la radio, se font rapidement sentir dans la population congolaise. Les paroles en sont interprétées comme anti-belges, alors que les fonctionnaires belges restent présents à tous les échelons de l'administration congolaise et que, dans l'armée, le corps des officiers reste également belge en attendant la formation des premières promotions d'officiers congolais. Cette situation provoque, dans quelques casernes, une révolte qui gagne des populations civiles, surtout dans la capitale Léopoldville. Des officiers et aussi des cadres belges de l'administration sont chassés, malmenés et quelques-uns sont tués. Des émeutes visent les entreprises des Blancs, des pillages ont lieu, des femmes européennes sont violées. Dès lors, une grande majorité de cadres européens du gouvernement et des entreprises prennent la fuite avec leurs familles[réf. nécessaire].

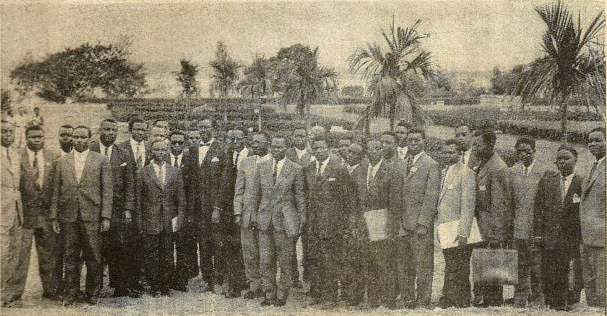
Le premier gouvernement congolais.

Lumumba en profite pour évincer les officiers belges et décrète l'africanisation de l'armée, tout en doublant la solde des soldats. La Belgique, jugeant qu'on ne peut plus avoir confiance dans le gouvernement congolais et dans son armée pour rétablir la sécurité, répond par l'envoi de troupes pour protéger ses ressortissants à Léopoldville, la capitale située dans le bas-Congo, mais aussi dans d'autres régions. C'est notamment le cas au Katanga (riche région minière, dominée par la puissante entreprise de l'Union minière du Haut Katanga), où 9 000 soldats belges viennent soutenir la sécession de cette province, proclamée le 11 juillet 1960 par Moïse Tshombé. En tout, 11 000 soldats belges sont acheminés au Congo en dix jours, précédés par les troupes spéciales des paras-commandos. Cette intervention militaire surprend à l'étranger, et encore plus en Afrique, par l'ampleur des moyens mis en œuvre et par la rapidité de ce déploiement militaire. C'est que la Belgique, membre de l'OTAN, dispose, en Allemagne de l'Ouest, d'une zone militaire suréquipée s'étendant de la frontière belge au rideau de fer. L'état-major belge dispose, de ce fait, d'une panoplie de ressources militaires, en partie d'origine américaine, qui lui permettent de déployer avions, transports de troupes et même des navires de la marine de guerre qui vont bombarder des positions congolaises dans l'estuaire du fleuve Congo. Tout cela avec l'accord de l'OTAN qui autorise, en pleine guerre froide, que soit dégarni le front belge d'Allemagne[réf. nécessaire].
C'est un véritable conflit qui menace d'éclater, ce qui provoque l'internationalisation de l'affaire congolaise avec, à l'ONU, une condamnation par l'Union soviétique et des pays du tiers monde qui veulent soutenir Lumumba et ses partisans. L'ONU ordonne à la Belgique de retirer ses troupes, mais, après plusieurs résolutions contradictoires, rejette l'option militaire et qualifie le conflit au Katanga de « conflit intérieur ». Le 12 août, la Belgique signe un accord avec Tshombé, reconnaissant de facto l'indépendance du Katanga. Alors que Lumumba décide de réagir en envoyant des troupes reprendre la région, l'ONU revient sur sa position initiale et impose militairement un cessez-le-feu, empêchant l'entrée des troupes congolaises. Dans un télégramme en date du 26 août, le directeur de la CIA Allen Dulles indique à ses agents à Léopoldville au sujet de Lumumba : « Nous avons décidé que son éloignement est notre objectif le plus important et que, dans les circonstances actuelles, il mérite grande priorité dans notre action secrète ».
Devant la « trahison » de l'ONU, Lumumba en appelle à la solidarité africaine et réaffirme son intention de résister : « Tous ont compris que si le Congo meurt, toute l'Afrique bascule dans la nuit de la défaite et de la servitude. Voilà encore une fois la preuve vivante de l'Unité africaine. Voilà la preuve concrète de cette unité sans laquelle nous ne pourrions vivre face aux appétits monstrueux de l'impérialisme. […] Entre l'esclavage et la liberté, il n'y a pas de compromis ». Le 4 septembre 1960, le président Joseph Kasa-Vubu annonce à la radio la révocation de Lumumba ainsi que des ministres nationalistes, alors qu'il n'en a constitutionnellement pas le droit ; il le remplace le lendemain matin par Joseph Ileo. Kasa-Vubu blâme publiquement Lumumba pour le massacre de milliers de personnes par les forces armées lors de l'invasion du Sud-Kasaï en août et pour l'implication soviétique dans le pays. Toutefois, Lumumba déclare qu’il restera en fonction ; le Conseil des ministres et le Parlement lui votent une motion de maintien et, à son tour, Lumumba révoque le président Kasa-Vubu, sous l'accusation de haute-trahison. De plus, il appelle à Léopoldville une partie des troupes de l'Armée nationale congolaise (ANC) stationnées à Stanleyville et au Kasaï.
Cependant, un coup d'État soutenu par la CIA,,, éclate à Léopoldville, par lequel Joseph Désiré Mobutu prend le pouvoir. Le nouveau régime reçoit le soutien de Kasa-Vubu et de l'ONU. Ex-militaire, mais aussi ancien journaliste dans la presse congolaise pro-coloniale, Mobutu a repris du service dans l'armée congolaise avec le grade de colonel. Il crée immédiatement le Collège des commissaires généraux composé de Noirs compétents dans divers domaines, transports, économie, politique, etc. chargés de gérer au plus pressé une situation chaotique. Dans le même temps, le 10 octobre, Mobutu assigne à résidence Lumumba, Ileo et leurs ministres. Mais Lumumba fait passer en secret un mot d'ordre demandant à ses amis politiques de le rejoindre à Stanleyville, où ils établissent un gouvernement clandestin dirigé par Antoine Gizenga. Le 27 novembre, Lumumba s'échappe avec sa famille de la résidence Tilkens, à Kalina, et tente de gagner Stanleyville avec une petite escorte à bord de sa Chevrolet. Son évasion n'est découverte que trois jours plus tard. Grâce à cette avance, persuadé d'avoir réussi à échapper à ses ennemis, il harangue ses partisans sur son passage, ce qui lui fait perdre du temps et permet au major congolais Gilbert Mpongo (en), officier de liaison du service de renseignements, de le retrouver pour essayer de l'arrêter. Après un premier échec à Port-Francqui le 1er décembre, Mpongo réussit et Lumumba est arrêté à Lodi, dans le district de la Sankuru. Il est ensuite ramené à Mweka, où il est embarqué à bord d'un avion vers Léopoldville, d'où il est transféré au camp militaire Hardy de Thysville. Il se trouve alors sous la garde des hommes de Louis Bobozo, un militaire congolais, ancien de l'offensive belge de 1941 contre les Italiens d'Abyssinie, qui a la confiance de ceux qui croient pouvoir ramener le calme.

## Assassinat

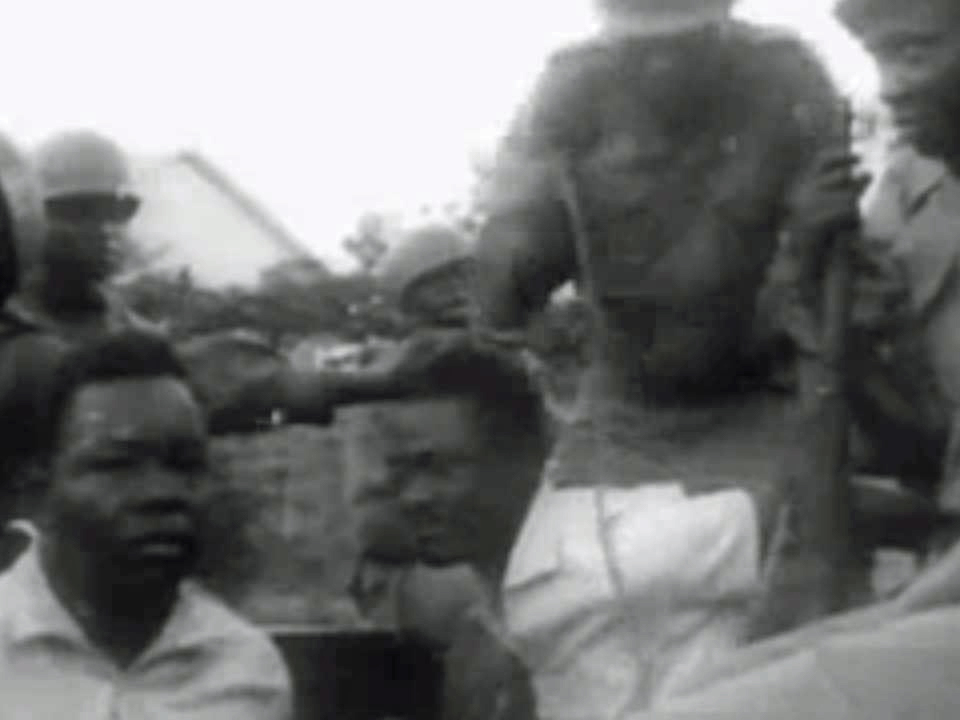
L'arrestation de Lumumba.

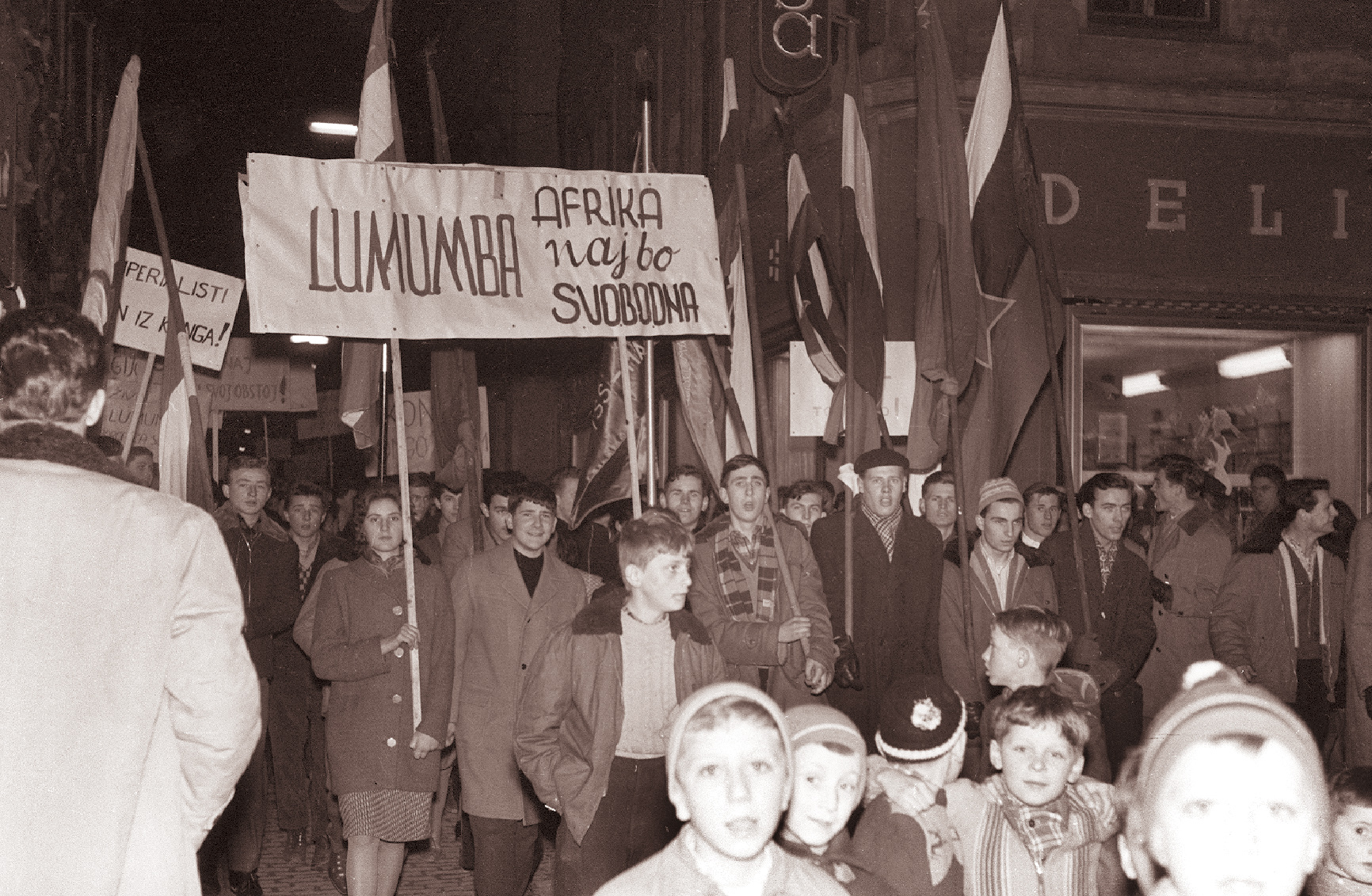
Manifestants à Maribor, en Yougoslavie, à la suite de la mort de Lumumba.

Tout d'abord, le transfert de Lumumba et de plusieurs de ses partisans au fort de Shinkakasa, à Boma, est envisagé. Mais, à la date du 17 janvier 1961, Patrice Lumumba et deux de ses partisans, Maurice Mpolo et Joseph Okito, sont conduits par avion (DC 4) à Élisabethville, au Katanga, et livrés aux autorités locales. Lumumba, Mpolo et Okito seront conduits sous escorte militaire dans une petite maison, où ils seront ligotés, humiliés et torturés par des responsables katangais, dont Moïse Tshombé, Godefroid Munongo, Évariste Kimba, Kibwe, Kitenge, mais aussi les Belges Gat et Vercheure. Ils seront ensuite fusillés le soir même (vers 22 h 45) par des soldats sous le commandement d’un officier belge. En 2003, le documentaire télévisé CIA guerres secrètes explique que Mobutu a fait dissoudre le corps de son rival dans l'acide, après l'avoir fait assassiner. Il est en outre acquis que les États-Unis avaient tenté de faire assassiner Lumumba, mais le plan avait échoué ; l'opération avait été ordonnée par Allen Dulles, qui aurait mal interprété la volonté du président Dwight D. Eisenhower,,.
En 2000, le sociologue belge Ludo De Witte publie chez Karthala L'Assassinat de Lumumba, où il met en cause les responsables belges, précisant que ce sont des Belges « qui ont dirigé toute l’opération du transfert de Lumumba au Katanga, jusqu’à sa disparition et celle de son corps ». La Belgique, de même que l'ONU, n'avait pas reconnu le Katanga comme État indépendant, mais certains officiers belges étaient encore en fonction. Le lendemain, une opération est menée par des agents secrets belges pour faire disparaître dans l'acide les restes des victimes découpées auparavant en morceaux. Plusieurs des partisans de Lumumba seront exécutés dans les jours qui vont suivre, avec la participation de militaires ou mercenaires belges. Tshombé lance alors la rumeur selon laquelle Lumumba aurait été assassiné par des villageois. Ceci déclenche une insurrection parmi la population paysanne, qui prend les armes sous la direction de Pierre Mulele, ancien ministre de l'Éducation, au cri de « À Lumumba » ou « Mulele Mai » ; les paysans conquièrent près de 70 % du Congo avant d'être écrasés par l'armée de Mobutu, soutenue par la Belgique et des mercenaires sud-africains.
En 2016, une dent est saisie dans le cadre d'une enquête ouverte par le parquet fédéral belge sur la mort de Patrice Lumumba. Le 9 septembre 2020, le juge d'instruction décide que la dent peut être restituée à la famille.

### Les faits selon la commission d'enquête belge
En 2001, la commission d'enquête belge sur l’événement présente ainsi les événements :
Arrêté à Port-Francqui, le 1er décembre 1960, Lumumba est placé en détention à Thysville.
Les 12 et 13 janvier 1961, une mutinerie militaire éclate dans la ville, pour des raisons financières. C'est « la panique à Léopoldville. « On » craint que la libération de Lumumba et son retour soient imminents […]. Le Collège des Commissaires demande à Kasa-Vubu de transférer Lumumba « dans un endroit plus sûr ». […] Au nom du Collège des Commissaires [congolais], Kandolo insiste auprès du président Tshombe pour que Lumumba soit transféré au Katanga ». L'ambassadeur belge au Congo, Dupret, en informe son gouvernement, et conseille : « il vous apparaîtra sans doute indiqué appuyer opération envisagée et insister auprès autorités katangaises ».
À cette date, le gouvernement congolais et le gouvernement katangais sont encore en négociation, et se sentent tous les deux menacés par Lumumba et ses partisans. Le gouvernement katangais est ainsi en proie à des attaques de troupes lumumbistes dans le Nord-Katanga. Une action commune contre Lumumba est donc dans leur intérêt commun.
Le gouvernement congolais livre finalement son prisonnier au gouvernement katangais de Moïse Tshombe, le 17 janvier 1961. Il meurt le même soir, entre 21 h 40 et 21 h 43 d'après le rapport d'enquête belge.
Tshombe refuse d'assumer le décès de Lumumba, affirmant d'une part qu'il ne savait rien du transfert de Lumumba vers le Katanga, et d'autre part que son prisonnier est mort lors d'une tentative d'évasion.
Concernant la première affirmation, la commission d'enquête belge de 2001 est formelle « il y a trois déclarations du 18 janvier qui contredisent la version de Tshombe ». Pour elle, Tshombe a bien donné son accord au transfert de Lumumba sur son territoire. Elle cite en particulier une déclaration officielle katangaise confirmant l'accord du gouvernement sécessionniste.
Concernant la seconde affirmation de Moïse Tshombé sur son absence d'implication dans la mort de Lumumba, la commission d'enquête indique d'abord « il apparaît que la reconstitution détaillée et illustrée des faits de ce 17 janvier est aléatoire ». Mais elle considère que plusieurs faits sont assez précis. À 16 h 50, l'avion de Lumumba atterrit. De 17 h 20 à 20 h 30, Lumumba et ses deux compagnons sont enfermés à la « maison Brouwez », « où il est certain que les prisonniers ont subi des mauvais traitements, de la part de leurs gardiens, mais aussi de la part de ministres katangais ». Il est possible « que le président katangais [ait] participé aux sévices, même si aucune source ne le prouve. […] Il semble hors de question qu'il n'ait pas vu les prisonniers dans la maison Brouwez, au moins lors du départ des prisonniers vers le lieu d'exécution ». La décision par Tshombe de l'exécution de Lumumba est donc certaine pour la commission, mais quatre représentants belges, qui soutiennent la sécession katangaise, y participent aussi : « le commissaire de police Frans Verscheure, le capitaine Julien Gat, le lieutenant Michels et le brigadier Son ». « Vers 21 h 15-21 h 30, Lumumba [et] ses compagnons arrivent sur le lieu de leur exécution. Ils vont être tués par balle, en présence du président Tshombe et de plusieurs de ses ministres. […] Lumumba […] meurt en dernier. »
La commission d'enquête note une forte implication anti-Lumumba du gouvernement belge, soutenant la sécession katangaise et agissant pour la déposition de l'ancien Premier ministre. Le roi Baudouin lui-même intervient (avant la mort de Patrice Lumumba), y compris en écrivant au président Kennedy, pour s'opposer à toute libération de Lumumba. De même, des Belges ont participé à l'exécution de Lumumba. L'implication belge dans la chute, puis la mort de l'ancien Premier ministre est donc forte. Mais pour la commission, la décision de tuer Lumumba vient de façon directe de Moïse Tshombé et de son gouvernement.

## Postérité

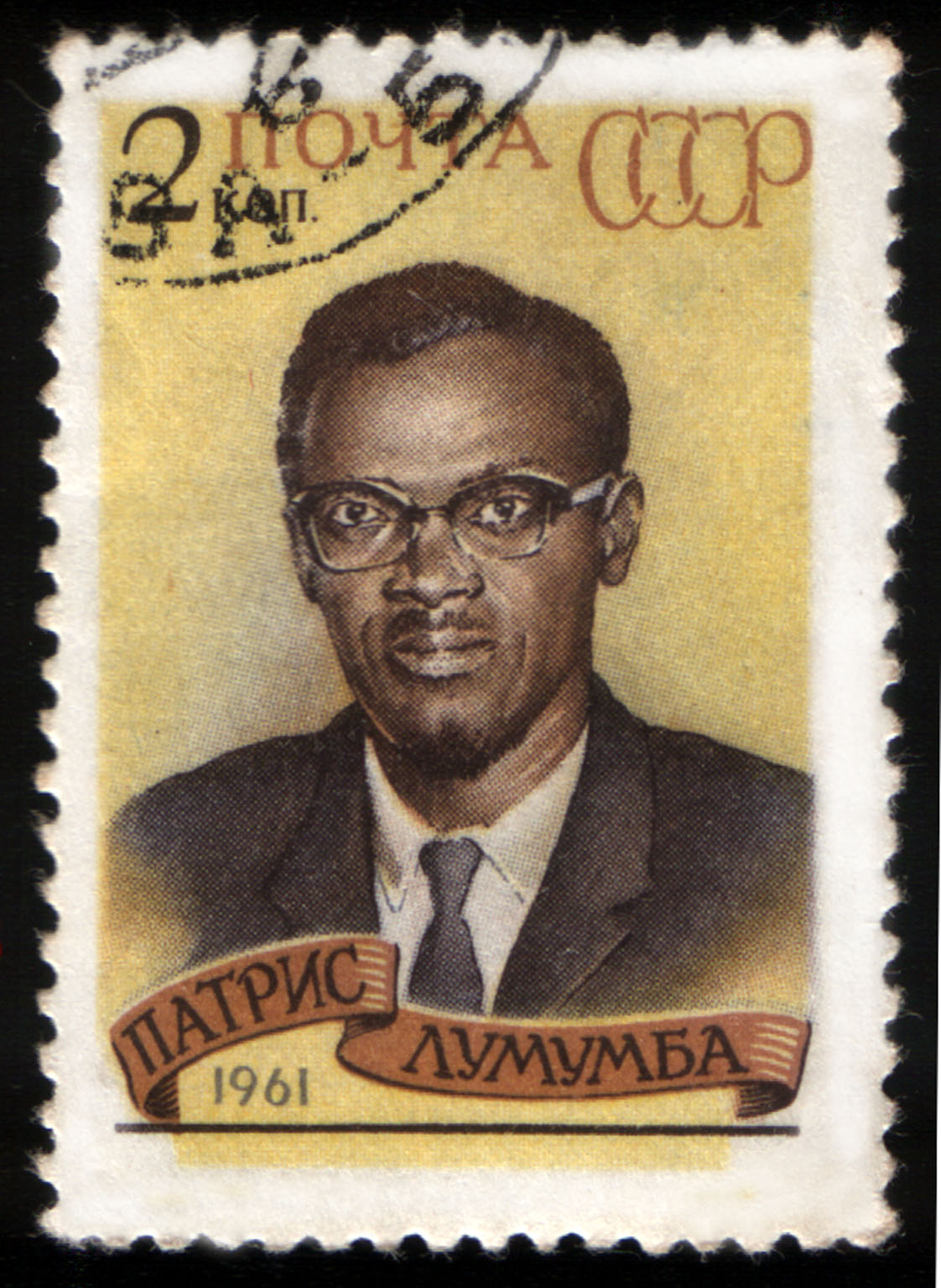
Timbre soviétique de 1961.

En 1961, à la création des forces armée guinéennes, la première promotion portait son nom. Le général Mobutu Sese Seko consacre Patrice Lumumba héros national en 1966 et donne son nom à l'ancien boulevard Léopold II, une des principales artères de la ville, au sommet de laquelle il fait ériger une imposante statue. En janvier 1968, le vice-président américain Hubert Humphrey dépose une gerbe au pied de la statue, ce qui provoque de violentes manifestations de la part des étudiants. Le retour d'Égypte de sa femme Pauline et de ses enfants est considéré comme un événement national. Le jour de sa mort, le 17 janvier, est un jour férié au Congo-Kinshasa.
C'est en punition de l'assassinat de Lumumba que Moïse Tshombé est détenu par l'Algérie entre juin 1967, date du détournement de son avion sur Alger par un agent mobutiste, et sa mort aux causes mal définies (officiellement, un arrêt cardiaque) en juin 1969. À Moscou, l'université russe de l'Amitié des Peuples porte son nom de 1961 à 1992 et depuis 2023. À Bruxelles, le conseil municipal de Bruxelles-Ville vote le 23 avril 2018 la création d’une place Patrice-Lumumba, qui est officiellement inaugurée le 30 juin, date du 58e anniversaire de l’indépendance de la République démocratique du Congo.
En 2013, la Commune de Lumumbaville est créée en son hommage.

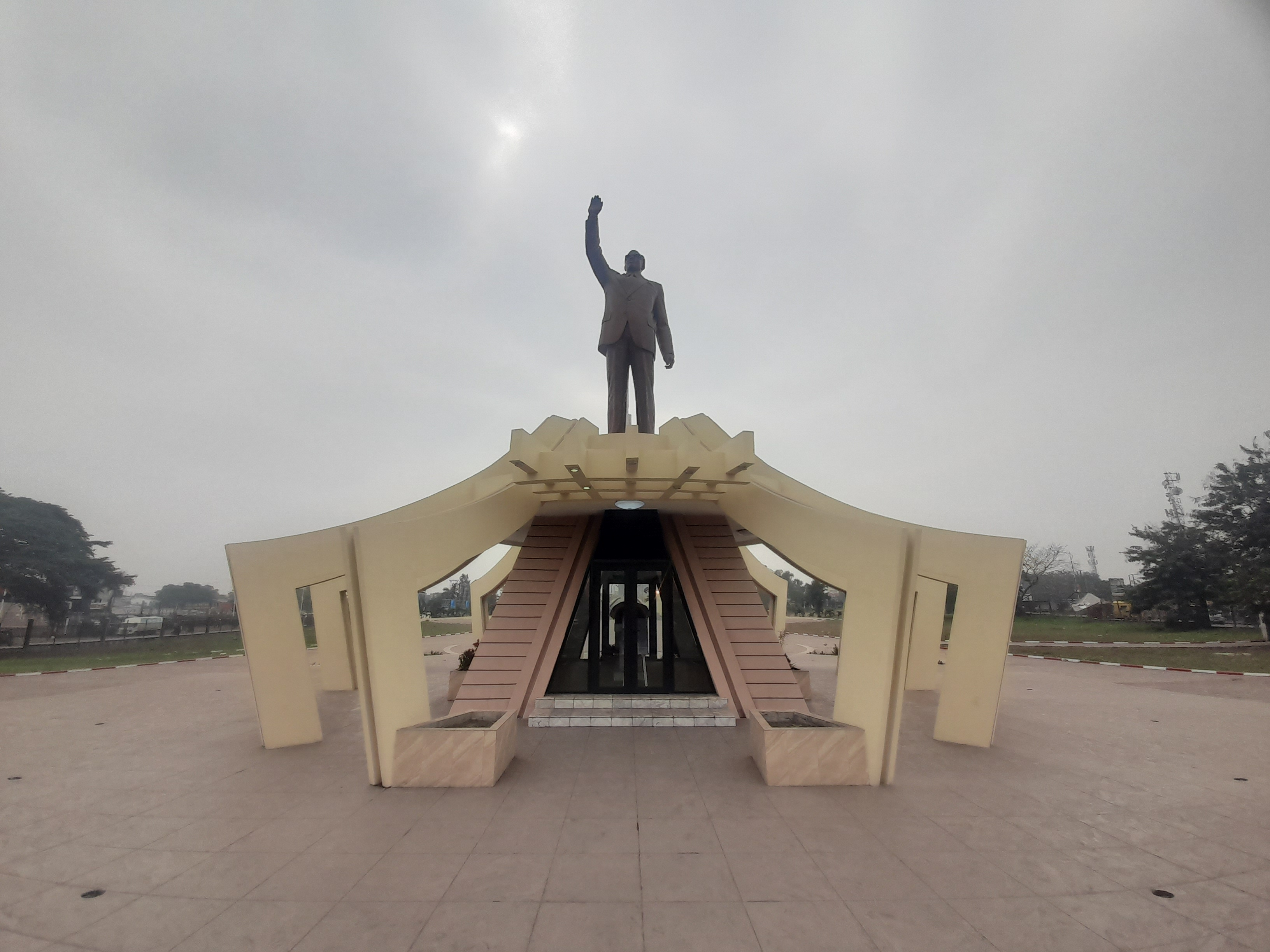
Mausolée de Patrice Lumumba sur la place de la Reconstruction à Kinshasa.

En juin 2022, la dépouille de Patrice Lumumba, constituée uniquement d'une dent, est remise par le premier ministre belge Alexander De Croo aux autorités de la république démocratique du Congo. Elle est ensuite rapatriée en RDC et exposée dans différentes régions du pays avant d'être placée dans un mausolée construit à cet effet à Kinshasa,,,.

## L'action des anciens colonisateurs en pleine guerre froide
Le rôle des puissances occidentales et celui des États-Unis en particulier a été fortement évoqué dans la mort de Lumumba. Ils craignaient une dérive du Congo vers l'URSS. En effet, Lumumba a fait appel aux Soviétiques lors de la sécession du Katanga, car l'ONU ne répondait pas à ses demandes d'aide militaire pour mettre fin à la guerre civile.
Les archives de la CIA déclassifiées depuis le 21 juin 2007 indiquent que la CIA a monté un plan d'assassinat de Lumumba, :

« En novembre 1962, Monsieur (classé) a informé M. Lyman Kirpatrick qu'il avait, à un moment, reçu la consigne de M. Richard Bissel de porter la responsabilité d'un projet incluant l'assassinat de Patrice Lumumba, alors Premier ministre de la République du Congo. Selon (classé) la méthode devait consister en l'empoisonnement, puisqu'il a mentionné avoir reçu l'ordre de rencontrer le docteur Sidney Gottlieb afin de se procurer le mode d'administration. »

Ce plan était connu de la commission Church. Elle affirmait que le poison choisi pour éliminer Lumumba ne lui avait jamais été administré. Elle affirmait également qu'il n'y avait aucune preuve que les États-Unis aient été impliqués dans la mort de Lumumba.
Les États-Unis de Dwight D. Eisenhower voulaient éliminer Lumumba — pas forcément physiquement — pour éviter un basculement du géant africain dans le communisme et la Belgique voyait en lui et ses thèses d’indépendance économique une menace pour ses intérêts économiques notamment dans le secteur minier. Ces deux pays ont soutenu l’effort de guerre de Mobutu contre les Maï-Maï. Les mercenaires belges ont organisé l’opération Omegang exécutée en liaison avec une intervention des parachutistes belges pour écraser la résistance Maï-Maï au Kivu.
Si le meurtre de Lumumba paraît avoir été élucidé, c'est sous l’impulsion de François Lumumba qui a estimé en savoir assez pour porter plainte contre X sur la base des affirmations du sociologue belge Ludo De Witte. Le gouvernement belge a d'ailleurs reconnu, en 2002, une responsabilité dans les événements qui avaient conduit à la mort de Lumumba : « À la lumière des critères appliqués aujourd'hui, certains membres du gouvernement d'alors et certains acteurs belges de l'époque portent une part irréfutable de responsabilité dans les événements qui ont conduit à la mort de Patrice Lumumba. Le Gouvernement estime dès lors qu'il est indiqué de présenter à la famille de Patrice Lumumba et au peuple congolais ses profonds et sincères regrets et ses excuses pour la douleur qui leur a été infligée de par cette apathie et cette froide neutralité. »Le 23 juin 2011, la famille de Patrice Lumumba a déposé plainte, à Bruxelles, contre une dizaine de Belges qu’elle considère comme impliqués dans l’assassinat.

## Enquête pénale
Au début de l'année 2022, la justice belge voudrait conclure l'enquête pénale qui a suivi la plainte déposée en juin 2011 par François Lumumba pour l'assassinat de son père le 17 janvier 1961. La famille de l'ancien Premier ministre congolais souhaite obtenir plus que la reconnaissance de la responsabilité morale de la Belgique reconnue par la commission d'enquête parlementaire. Le juge d'instruction, le 18 janvier 2022, a donc souhaité accéder, par une saisie, à ces documents non rendus publics conservés au Parlement. Un mandat de perquisition a donc été délivré pour saisir des documents confidentiels au Parlement fédéral de Belgique. La présidente de la Chambre, Éliane Tillieux, s'est opposée à cette saisie, et ces documents confidentiels ont été placés sous scellés au Parlement. La chambre de mise en accusation doit maintenant statuer sur le caractère licite ou non de la saisie,.
Toujours à la suite de la plainte déposée en 2011 par la famille Lumumba, une instruction judiciaire a été ouverte sous forme d'enquête pénale. Le 16 juin 2025 celle-ci est bouclée et le parquet fédéral réclame maintenant un procès  devant le tribunal correctionnel  pour ‘’ crime de guerre’’, transfert illicite d’un prisonnier de guerre, privation du droit d’avoir un jugement impartial, traitements humiliants et dégradants.     
Parmi les dix personnalités belges visées par la plainte initiale, seul Étienne Davignon est encore en vie. Diplomate, ministre d’État, homme d’affaires et ancien vice-président de la Commission européenne, il est âgé de 92 ans.
Au moment de l’indépendance du Congo et de l’écartement du pouvoir de Patrice Lumumba, le diplomate stagiaire Étienne Davignon avait été envoyé dans la région par le ministère des Affaires étrangères. Interrogé déjà par la commission d’enquête parlementaire, il  n’a cessé de nier toute implication des autorités belges dans l’assassinat.

## Famille
Patrice Lumumba était marié et père de six enfants avec Pauline Opanga Lumumba (née en 1937, morte le 23 décembre 2014),, qui ne s'est jamais remariée après la mort de son époux le 17 janvier 1961 : François, Patrice junior, Juliana, Roland, Christine (décédée en 1960) et Guy (né en 1961 après la mort de son père). Avant son emprisonnement, Lumumba s'est arrangé pour que son épouse légitime et les enfants, dont quatre issus de cette union plus François, puissent quitter le pays. Ils sont allés en Égypte où François a passé le reste de son enfance — étudiant au lycée français du Caire (lycée Bab El Louk) — avant d'aller en Hongrie poursuivre ses études. Il est revenu au Congo dans les années 1990, au début de la rébellion contre Mobutu, et a créé un petit mouvement politique lumumbiste. Bien que son mouvement demeure peu puissant, il reste impliqué dans la politique congolaise et tente de défendre les idées de son père. Juliana a occupé des portefeuilles ministériels sous Laurent-Désiré Kabila et s'investit au développement de l'éducation en RDC. Guy a été candidat malheureux lors de l'élection présidentielle qui s'est déroulée en 2006 au Congo. Depuis son apparition sur la scène politique, il entend poursuivre le défi de la relève au sein de la famille biologique et politique de Patrice Lumumba.

## Distinctions
- Compagnon de l'ordre de O. R. Tambo (en) ( Afrique du Sud ; à titre posthume)
- Grand cordon de l'ordre du Ouissam alaouite ( Maroc) 1960[52],[53].
- Grand cordon de l'ordre de l'Indépendance ( Tunisie)

## Dans les arts et la culture populaire

### Filmographie

#### Cinéma
- 1992 : Come Back, Lumumba d'Aare Tilk, joué par Ahto Heiden.
- 2000 : Lumumba, de Raoul Peck, joué par Eriq Ebouaney.
- 2016 : Jadotville, de Richie Smith, joué par Richard Lukunku.
- 2023 : Menace au sommet (Hammarskjöld), de Per Fly, joué par Jordan Duvigneau.

#### Télévision

##### Documentaires
- 1991 : Du Zaïre au Congo, de Hubert Galle, Christian Mesnil et Yannis Thanassekos.
- 1991 : Lumumba, la mort d’un prophète de Raoul Peck.
- 1997 : Histoire de comprendre, épisode 68 Lumumba et la révolution congolaise.
- 2008 : Une mort de style colonial, de Thomas Giefer.
- 2022 : Lumumba, le retour d’un héro de Benoit Feyt, Dieudo Hamadi et Quentin Noirfalisse.
- CIA : Projet MK-Ultra (durée 26 min 14 s. Lumumba à partir de 19 min 46 s), présente la CIA et l’État belge comme commanditaires du meurtre de Lumumba[54].
- 2024 : Soundtrack to a Coup d'Etat, film de Johan Grimonprez[55].

### Littérature

#### Roman
- Barbara Kingsolver, Les yeux dans les arbres, Paris, Éd. du Seuil, 1999.
- Laurent Demoulin, Ulysse Lumumba. Quatre variations sur un thème historique toujours brûlant, Mons, Éditions Talus d'approche (coll. Libre choix, 11)  (ISBN 2-87246-081-0), 2000.
- Rosa Amelia Plumelle-Uribe, Kongo, les mains coupées, Paris, Éd. Anibwé, 2010.

#### Poème
- Jean Métellus, Lumumba le Grand, long poème en hommage à Patrice Lumumba dans le recueil Voix nègres, voix rebelles, Éd. Le temps des cerises, 2000.
- Josué Guébo, Ce soir quand tu verras Patrice, Panafrika/Silex/Nouvelles du sud, Paris, Poésie, collectif  (ISBN 978-2-912717-78-8)

### Musique
- Carlos Puebla, Son a Lumumba (1961)
- Dorothy Masuka, Lumumba (1961) - la chanson entraînera l'exil de son auteure
- Bunny & Skitter, Lumumbo
- Grand Kallé, chante Lumumba[56]
- Franco et l'O.K. Jazz, Liwa Ya Emery, une chanson composée juste après le décès de Lumumba (1961)
- Franco et l'O.K. Jazz, Lumumba, héros national (1967)
- Balla et ses balladins, Lumumba
- E.C. Arinze, Lumumba Calypso (1961)
- Miriam Makeba, Lumumba, sur l'album Keep Me in Mind (1970)
- The Spencer Davis Group, Waltz for Lumumba
- Rico Rodriguez, Lumumba
- Pyroman et G.Kill, Affaire Non Classée (1999), sur l'album Le Jour PI
- Nas, My country (2001), sur l'album Stillmatic
- Ärsenik, P***** de poésie (2002), sur l'album Quelque chose a survécu
- Youssoupha, Youssoupha Est Mort (2005), sur l'album Eternel Recommencement
- Yuri Buenaventura, Patrice Lumumba (2005), sur l'album Salsa Dura
- Gims, 22h45 (2007), sur le street-album Le Renouveau
- Monsieur R et Keny Arkana, De Buenos aires à Kinshasa (2007), sur l'album Le Che, Une Braise Qui Brûle Encore
- Ekoué, Nord Sud Est Ouest (2008), sur l'album Nord Sud Est Ouest
- Lalcko, Lumumba (2008), sur l'album Diamants de Conflits
- Médine, Portrait chinois (2008), sur l'album Arabian Panther
- Ali, Opérationnel (2010) sur l'album Le Rassemblement
- Vicky Longomba, Vive Patrice Lumumba (1960)
- Patrice Bart-Williams, Jah Jah Deh Deh
- Violeta Parra, Rodríguez y Recabarren (aussi connue sous le titre Un río de sangre) sur l'album posthume Canciones reencontradas en París (1971)
- Tiken Jah Fakoly, Foly sur l'album L'Africain (2007)
- Didier Awadi, Ensemble sur l'album Président d'Afrique (2014)
- Damso, Graine de sablier sur l'album Batterie faible (2016)
- Damso, K.Kin la belle sur l'album Ipséité (2017)
- Mon côté punk, Killer King, sur l'album Anawah (2007).

### Théâtre
- Aimé Césaire auteur de la pièce de théâtre Une saison au Congo, Éd. Seuil, 2001 (éd. orig., 1966).
- Jean Leroy, Les Funérailles de Monsieur Lumumba, Éd. du Cerisier en 2007.

### Iconographie

#### Peinture
Neuf ans après sa mort, en 1970, il est représenté sur la Fresque de l'Afrique à Brazzaville, œuvre socialiste commanditée par la république populaire du Congo pour représenter l'histoire du peuple congolais. Sa présence est un signe de solidarité du gouvernement de Marien Ngouabi envers les luttes révolutionnaires des pays voisins du sien.

### Gastronomie
- Le lumumba est une boisson à base de chocolat, de crème fouettée et d'une dose d'alcool, popularisée dans les années 1960 en Allemagne de l'Ouest[58].

### Odonymie
- Le 30 juin 2018, le square Patrice-Lumumba est inauguré à Bruxelles, au cœur du quartier « Matonge » (porte de Namur).
- Le 2 juillet 2020, inauguration à Charleroi (Belgique) d’une rue Patrice-Lumumba.
- Depuis les années 1960, le domaine universitaire de Łódź porte le nom de Patrice Lumumba (« Lumumbowo » en polonais)[59].

#### Écrits de Patrice Lumumba
Essai :
- Patrice Lumumba, Le Congo terre d'avenir est-il menacé ?, Office de publicité, Bruxelles, 1961.

Ses discours :
- Recueil de textes introduit par Georges Nzongola-Ntalaja, Patrice Lumumba, Éditions du CETIM, 2013, 96 pages  (ISBN 9782880530907)
- Congo, My Country, sl, Éditions Praeger, Coll. Books That Matter, 1962.
- Jean Van Lierde, La pensée politique de Patrice Lumumba, textes et documents recueillis et présentés par Jean Van Lierde, Paris-Bruxelles, Éd. Présence africaine, 1963, préface de J.-P. Sartre.
- Jean Van Lierde, Lumumba Speaks: The Speeches and Writings of Patrice Lumumba, 1958-1961, Boston, Little Brown and Company, 1972, traduit par Helen R. Lane.

#### Biographies
- P.De Vos, Vie et mort de Lumumba, Paris, Calmann-Levy, 1961.
- Revue Europe no 393, Patrice Lumumba, janvier 1962.
- Hélène Tournaire et Robert Bouteaud, Le livre noir du Congo, Librairie académique Perrin, 1963.
- Jean-Paul Sartre, La Pensée politique de Patrice Lumumba, paru d'abord dans Présence africaine (no 47, juillet-septembre 1963); puis comme préface de Jean Van Lierde, La pensée politique de Patrice Lumumba, textes et documents recueillis et présentés par Jean Van Lierde, Paris-Bruxelles, Éd. Présence africaine, 1963 ; repris dans Sartre, Situations V. Colonialisme et néo-colonialisme, Gallimard, 1964.
- Jules Gérard-Libois, Jean Heinen, Belgique - Congo 1960. Le 30 juin pourquoi. Lumumba comment. Le portefeuille pour qui, Éditions De Boeck Supérieur, 1993.
- Jean Van Lierde, Patrice Lumumba. La dimension d'un tribun nonviolent, Bruxelles, MIR-IRG, 1988.
- J. Benot, La Mort de Lumumba, Paris, 1989.
- J. Brassine et J. Kestergat, Qui a tué Patrice Lumumba ? Paris-Louvain, Duculot, 1991 (théorie pro-belge).
- Jean Tshonda Omasombo, Benoît Verhaegen, « Patrice Lumumba, jeunesse et apprentissage politique 1925-1956 », Paris, L'Harmattan, Cahiers africains, no 33-34, 1998.
- Ludo De Witte, L'assassinat de Lumumba, Paris, Karthala, 2000.
- Colette Braeckman, Lumumba, un crime d’État, Éd. Aden, 2002.
- Jean Tshonda Omasombo, Benoît Verhaegen, « Patrice Lumumba, acteur politique. De la prison aux portes du pouvoir, juillet 1956-février 1960 », Paris, L'Harmattan, Cahiers africains, no 68-70, 2005.
- Yvonnick Denoël, Le livre noir de la CIA, Nouveau monde éditions, 2007  (ISBN 2290017159).

#### Autres écrits
- Samy Manga, La dent de Lumumba. Régicide contre la colonie, Bruxelles, Éditions Météores, précédé de Nécessités régicides de Véronique Clette-Gakuba et David Jamar, 2024  (ISBN 978-2-96-028876-6)
- Luc De Vos, Emmanuel Gerard, Jules Gérard-Libois, Philippe Raxhon, Les secrets de l'affaire Lumumba, Éd. Racine, 2010.
- Thomas Kanza, Ascension et chute de Patrice Lumumba[60], Éditions Présence africaine, 2017  (ISBN 2873863412 et 9782873863418).
- Jane Rouch, En cage avec Lumumba, éditions Les documents du temps, 1961.